# 쓰지모토 시게키
쓰지모토 시게키(일본어: 辻本 茂輝, 1979년 6월 23일 ~ )는 일본의 전 축구 선수이다.

## 구단 경력
과거 요코하마 플뤼겔스, 교토 퍼플 상가, 도쿠시마 보르티스에서 활동하였다.

## 국가대표팀 경력
그는 1995년 FIFA U-17 세계 축구 선수권 대회에 참가할 일본 U-17 국가대표팀에 발탁되었으며, 1경기에 출전했다.
1999년 FIFA 세계 청소년 축구 선수권 대회에 참가할 일본 U-20 국가대표팀에도 발탁되었으며, 7경기에 출전, 준우승에 기여했다.